# Equivalência em dióxido de carbono
Equivalência em dióxido de carbono (em inglês, carbon dioxide equivalent), CO2eq ou CO2e, é uma medida internacionalmente aceita que expressa a quantidade de gases de efeito estufa (GEEs) em termos equivalentes da quantidade de dióxido de carbono (CO2). A equivalência leva em conta o potencial de aquecimento global dos gases envolvidos e calcula quanto de CO2 seria emitido se todos os GEEs fossem emitidos como esse gás.
A CO2eq é usada para comparar as emissões de diversos gases de efeito estufa baseado na quantidade de dióxido de carbono que teria o mesmo potencial de aquecimento global (GWP), medido em um período de tempo especificado (geralmente 100 anos).
Por exemplo, o Potencial de Aquecimento Global do metano é 28 e do óxido nitroso é 265. Isso significa que a emissão de 1 milhão de toneladas métricas de metano e óxido nitroso é equivalente a emissões de 28 e 265 milhões de toneladas métricas de dióxido de carbono, respectivamente.